# Paul Nolen
Paul Edward Nolen (Tulia, 3 settembre 1929 – Fort Worth, 7 maggio 2009) è stato un cestista statunitense, professionista nella NBA.

## Carriera
Dopo la carriera universitaria a Texas Tech, venne selezionato al quinto giro del Draft NBA 1953 dai Baltimore Bullets, con la 38ª scelta assoluta. Disputò una partita nel 1954-55.